# Marie-Christine Maillard
Pour les articles homonymes, voir Maillard.
Marie-Christine Maillard, également connue sous les noms Marie-Christine et Marie, est une chanteuse et ancienne animatrice belge née en 1963 à Mortsel.

## Biographie

### Débuts
Marie-Christine Maillard grandit dans une famille d'adoption. Sa mère biologique, provenant d’une famille flamande bourgeoise, tombe enceinte d'un chanteur d’opéra durant des vacances en Espagne. La famille l’oblige à accoucher dans un couvent et le bébé est confié à l’association Thérèse Wante. Marie-Christine Maillard passe son enfance à Bouge. Elle suit à l'âge de huit ans des cours de solfège et de violon à l'Académie de Namur puis, dès quatorze ans, elle apprend le piano et le chant classique. Elle se produit dès l'âge de 16 ans et pendant deux ans au sein de l'orchestre de bal Alpha. De 1983 à 1987, elle travaille à la radio libre FM Namur en tant qu'animatrice et pour enregistrer jingles et spots publicitaires. Son premier disque 45 tours Rock épique et mélodrame sort en 1986 chez CNR. Elle utilise alors le pseudonyme de Caroline Larchay,.

### Carrière à RTL-TVI
En 1987, la jeune femme est engagée à RTL-TVI et déménage à Bruxelles. La nouvelle chaîne belge voit son lancement le 12 septembre 1987 et produit tous ses programmes à Bruxelles. C'est la première chaîne privée en Communauté française de Belgique. Marie-Christine Maillard devient alors une des présentatrices vedettes et anime de nombreuses émissions. Elle est speakerine, présente la météo, des jeux Le coffre-fort, Fera, fera pas, 1,2,3 c’est gagné, des émissions pour adolescents Clip clap, Zone bleue, Top 40, l’Ultratop et des émissions culturelles Vivement ce WE, RTL Evénements. Dans cette dernière, elle chante des duos avec les chanteurs invités.
Elle tient le rôle d'une déclinaison de la Castafiore le 31 décembre 1995 dans le divertissement proposé par RTL-TVI. À la rentrée 1998, elle est jurée du concours de chanteurs amateurs de la chaîne privée Stars ce soir aux côtés de Sophie Favier et Claude Barzotti. Elle présente avec Jacques Mercier SOS Kosovo, une émission caritative organisée à la suite de la guerre du Kosovo conjointement par les deux chaines francophones principales en Belgique : RTBF et RTL-TVI,. Elle est animatrice de l'émission caritative Télévie ainsi que plusieurs autres émissions spéciales,,.
Parallèlement à ces activités qui la rendent populaire auprès de la population, elle continue ses activités en tant que chanteuse. En 1989, sort son deuxième disque 45 tours Varsovie de Maljean chez Indisc. Il est suivi de Comme dans un film en duo avec son mari de l'époque Jean-François Maljean en 1990 chez Carrère, N'aie pas peur en 1991 chez Carrère, Elle en 1992 chez RM, Le boogie du steward en 1993, Le cœur grenadine en 1998, Nirvana en 1999,. Durant cette période, elle sort deux albums, Gourmandises en 1993 et Seul l'amour en 2000,. Ce dernier voit les participations de Frédéric Zeitoun et Alec Mansion entre autres. Elle pose également sa voix sur le titre Waarom nog wachten om te feesten ? gravé sur disque 45 tours avec également Rocco Granata, Liliane Saint-Pierre et Bart Peeters par exemple.
En 2000, elle prend contact avec sa famille biologique.

### Licenciement et totale implication dans la chanson
Le 16 décembre 2002, Marie-Christine Maillard est remerciée par le directeur des programmes de la chaîne privée. RTL Evénements, face à Star Academy sur TF1, ne faisait que 9 %. Sans cette concurrence, les chiffres affichaient 17 %. Compagne d'Eddy De Wilde, directeur des programmes et de l’info licencié en février de la même année, elle ne commente pas si cet élément a pesé dans la balance,. Michel Huisman, alors directeur général de Télé Bruxelles, la contacte pour l'engager. Pendant l'été 2003, elle présente l'émission Label One consacrée aux jeunes talents musicaux sur la chaîne Télé Bruxelles. Après cette expérience, elle se consacre alors totalement à la musique.
Grâce à sa rencontre avec Augustin Foly, elle revisite en 2003 le répertoire de Charles Trenet à la sauce jazzy. Elle concrétise ce projet avec la tournée et l'album Marie chante Trenet. En 2006, elle sort l'album Made in Marie, renommé Marie 100% french sur le marché asiatique et plus particulièrement à Taïwan, en Corée du Sud et au Japon qui y rencontre le succès, tout comme Marie chante Trenet,,,,. Ses titres sont gravés sur plusieurs compilations. En 2008, la chanteuse lance la tournée Hommage à Henri Salvador. Cette tournée se termine à Paris en octobre 2010. Madame Salvador est dans le public. Début 2010 sort le single Goût chocolat et par la suite Marie 100% french sur le label GLG,. En 2012, elle écrit et compose le spectacle Blues Chocolat dont sort le disque C’est bon bon bon. Silvano Macaluso, Jean Van Lint et Domenico 
Ferlisi-Greco s'impliquent également dans le projet Blues Chocolat,. Elle monte sur scène avec ce spectacle à diverses occasions telles le Festival Off d'Avignon 2016 et 2017, la Fête du Chocolat à Mons et le Salon du chocolat à Paris en 2018,.